# Fenol
El fenol (también llamado ácido carbólico, ácido fénico, alcohol fenílico, ácido fenílico, fenilhidróxido, hidrato de fenilo, oxibenceno, hidroxibenceno o hidróxido de benceno) en su forma pura es un sólido cristalino de color blanco-incoloro a temperatura ambiente. Su fórmula química es C6H6O, y tiene un punto de fusión de 43 °C y un punto de ebullición de 182 °C. El fenol es conocido también como ácido fénico, cuya Ka es de 1,3×10−10. Puede sintetizarse mediante la oxidación parcial del benceno. El fenol se utiliza para fabricar o producir explosivos, fertilizantes, coque, gases de iluminación, humos de humo, pinturas, eliminadores de pintura, caucho, perfumes, productos de amianto, conservantes de madera, resina sintética, textiles, medicamentos y preparaciones farmacéuticas. También se utiliza ampliamente como desinfectante para petróleo, cuero, papel, jabón, juguetes, cuero, tintes y la industria agrícola.

El fenol se extrajo primero del alquitrán de hulla, pero hoy en día se produce a gran escala (unos 7 000 millones de kg/año) a partir de materias primas derivadas del petróleo. Es una mercancía industrial importante como precursor de muchos materiales y compuestos útiles. Se utiliza principalmente para sintetizar plásticos y materiales relacionados. El fenol y sus derivados químicos son esenciales para la producción de policarbonatos, epoxis, baquelita, nailon, detergentes, herbicidas como herbicidas fenoxis, y numerosos fármacos.

## Historia
El fenol fue descubierto en 1834 por Friedrich Ferdinand Runge, que lo extrajo (en forma impura) a partir del alquitrán de hulla. Runge llamó al fenol "Karbolsäure" (carbón-aceite-ácido), el cual se mantuvo como fuente primaria hasta el desarrollo de la industria petroquímica. En 1841, el químico francés Auguste Laurent obtuvo fenol en forma pura.
En 1836, Auguste Laurent acuñó el nombre de  "phène"  para el benceno; esta es la raíz de la palabra "fenol" y "fenilo". En 1843, el químico francés Charles Gerhardt acuñó el nombre de "phénol".
Las propiedades antisépticas del fenol fueron utilizadas por Sir Joseph Lister (1827-1912) en su técnica pionera de cirugía antiséptica. Lister decidió que las heridas debían limpiarse a fondo. Entonces cubrió las heridas con un trozo de trapo o pelusa cubierto de ácido carbólico (fenol). La irritación de la piel causada por la exposición continua al fenol condujo finalmente a la introducción de técnicas asépticas (libres de gérmenes) en cirugía. El trabajo de Lister se inspiró en los trabajos y experimentos de su contemporáneo Louis Pasteur para esterilizar diversos medios biológicos. Su teoría era que si se podía matar o prevenir a los gérmenes, no se produciría ninguna infección. Lister pensó que se podía utilizar una sustancia química para destruir los microorganismos causantes de la infección.
Mientras tanto, en Carlisle, Inglaterra, los funcionarios estaban experimentando con el tratamiento de aguas residuales utilizando ácido carbólico para reducir el olor de los pozos negros de aguas residuales. Habiendo oído hablar de estos desarrollos, y habiendo experimentado previamente con otros productos químicos con fines antisépticos sin mucho éxito, Lister decidió probar el ácido carbólico como antiséptico para heridas. Tuvo su primera oportunidad el 12 de agosto de 1865, cuando recibió a un paciente: un niño de once años con una fractura del hueso tibial que le había perforado la piel de la parte inferior de la pierna. Normalmente, la amputación sería la única solución. Sin embargo, Lister decidió probar con ácido carbólico. Después de fijar el hueso y sujetar la pierna con férulas, empapó toallas de algodón limpias en ácido carbólico sin diluir y las aplicó a la herida, cubiertas con una capa de papel de aluminio, dejándolas durante cuatro días. Cuando revisó la herida, Lister se sorprendió gratamente al no encontrar signos de infección, sólo enrojecimiento cerca de los bordes de la herida debido a una leve quemadura por el ácido carbólico. Después de seis semanas de tratamiento, el niño pudo volver a casa con vendas nuevas y ácido carbólico diluido.
Para el 16 de marzo de 1867, cuando se publicaron los primeros resultados del trabajo de Lister en The Lancet, había tratado a un total de once pacientes con su nuevo método antiséptico. De ellos, sólo uno había muerto, y fue por una complicación que nada tenía que ver con la técnica de cura de heridas de Lister. Ahora, por primera vez, los pacientes con fracturas compuestas podían abandonar el hospital con todos sus miembros intactos.
Richard Hollingham, "Sangre y vísceras: A History of Surgery, p. 62
.
Antes de que se introdujeran las operaciones antisépticas en el hospital, se producían dieciséis muertes en treinta y cinco casos quirúrgicos. Casi uno de cada dos pacientes moría. Tras la introducción de la cirugía antiséptica en el verano de 1865, sólo hubo seis muertes en cuarenta casos. La tasa de mortalidad había descendido de casi el 50% a alrededor del 15%. Fue un logro notable
Richard Hollingham, Blood and Guts: A History of Surgery, p. 63
El fenol era el ingrediente principal de la Bola de humo carbólico, un dispositivo ineficaz comercializado en Londres en el siglo XIX como protección contra la gripe y otras dolencias, y objeto del famoso caso judicial Carlill contra Carbolic Smoke Ball Company.

### Segunda Guerra Mundial
El efecto tóxico del fenol sobre el sistema nervioso central, que se analiza más adelante, provoca el colapso repentino y la pérdida de conciencia tanto en humanos como en animales; un estado de calambres precede a estos síntomas debido a la actividad motora controlada por el sistema nervioso central. Las inyecciones de fenol fueron utilizadas como medio de ejecución individual por la Alemania nazi durante la Segunda Guerra Mundial. Fue utilizado originalmente por los nazis en 1939 como parte del programa de eutanasia Aktion T4. Los alemanes aprendieron que el exterminio de grupos más pequeños era más económico inyectando fenol a cada víctima. Las inyecciones de fenol fueron administradas a miles de personas. Maximilian Kolbe también fue asesinado con una inyección de fenol tras sobrevivir a dos semanas de deshidratación e inanición en Auschwitz cuando se ofreció voluntario para morir en lugar de un desconocido. Aproximadamente un gramo es suficiente para causar la muerte.

## Propiedades
El fenol es un compuesto orgánico sensiblemente soluble en agua, con unos 84,2 g que se disuelven en 1000 mL (0,895 M). Es posible obtener mezclas homogéneas de fenol y agua con relaciones de masa fenol/agua de ~2,6 y superiores. La sal sódica del fenol, el fenóxido sódico, es mucho más soluble en agua. Es un sólido combustible (clasificación NFPA = 2). Cuando se calienta, el fenol produce vapores inflamables que son explosivos en concentraciones del 3 al 10% en el aire. Deben utilizarse extintores de dióxido de carbono o de polvo químico seco para combatir los incendios provocados por el fenol.
El alcohol etílico es capaz de neutralizar el fenol.

### Acidez
El fenol es un ácido débil (pH 6,6). En solución acuosa en el rango de pH ca. 8 - 12 está en equilibrio con el fenolato anión C
6H
5O−
 (también llamado fenoxido o carbolato):
<química>C6H5OH <=> C6H5O- + H+</química>

Estructuras de resonancia del anión fenóxido

El fenol es más ácido que los alcoholes alifáticos. Su mayor acidez se atribuye a la estabilización por resonancia del anión fenolato. De este modo, la carga negativa del oxígeno se deslocaliza en los átomos de carbono orto y para a través del sistema pi. Una explicación alternativa implica el marco sigma, postulando que el efecto dominante es el inducción de los sp2 carbonos hibridados más electronegativos; la retirada inductiva comparativamente más potente de la densidad electrónica que proporciona el sistema sp2 en comparación con un sistema sp3 permite una gran estabilización del oxianión. En apoyo de la segunda explicación, la pKa del enol de acetona en agua es 10,9, lo que lo hace sólo ligeramente menos ácido que el fenol (pKa 10,0). Así, el mayor número de estructuras de resonancia disponibles para el fenóxido en comparación con el enolato de acetona parece contribuir poco a su estabilización. Sin embargo, la situación cambia cuando se excluyen los efectos de solvatación.

#### Enlace de hidrógeno
En tetracloruro de carbono y en disolventes alcanos, el fenol enlaces de hidrógeno con una amplia gama de bases de Lewis como piridina, éter dietílico y sulfuro dietílico.  Las entalpías de formación de aductos y los −OH IR que acompañan a la formación de aductos. El fenol se clasifica como un ácido duro.

#### Tautomerismo

Tautomerismo fenol-ciclohexadienona

El fenol presenta tautomerismo ceto-enol con su inestable tautómero ceto ciclohexadienona, pero el efecto es casi despreciable. La constante de equilibrio para la enolización es aproximadamente 10-13, lo que significa que sólo una de cada diez billones de moléculas está en la forma ceto en cualquier momento. La pequeña cantidad de estabilización obtenida al intercambiar un enlace C=C por un enlace C=O es más que compensada por la gran desestabilización resultante de la pérdida de aromaticidad. Por lo tanto, el fenol existe esencialmente en su totalidad en forma de enol. La ciclohexadienona 4, 4' sustituida puede sufrir un reordenamiento dienona-fenol en condiciones ácidas y formar fenol 3,4-disustituido estable.
Para los fenoles sustituidos, varios factores pueden favorecer el tautómero ceto: (a) grupos hidroxi adicionales (véase resorcinol) (b) anulación como en la formación de naftols, y (c) desprotonación para dar el fenolato.
Los fenoxidos son enolatos estabilizados por aromaticidad. En circunstancias normales, el fenóxido es más reactivo en la posición de oxígeno, pero la posición de oxígeno es un nucleófilo "duro" mientras que las posiciones de carbono alfa tienden a ser "blandas".

## Usos

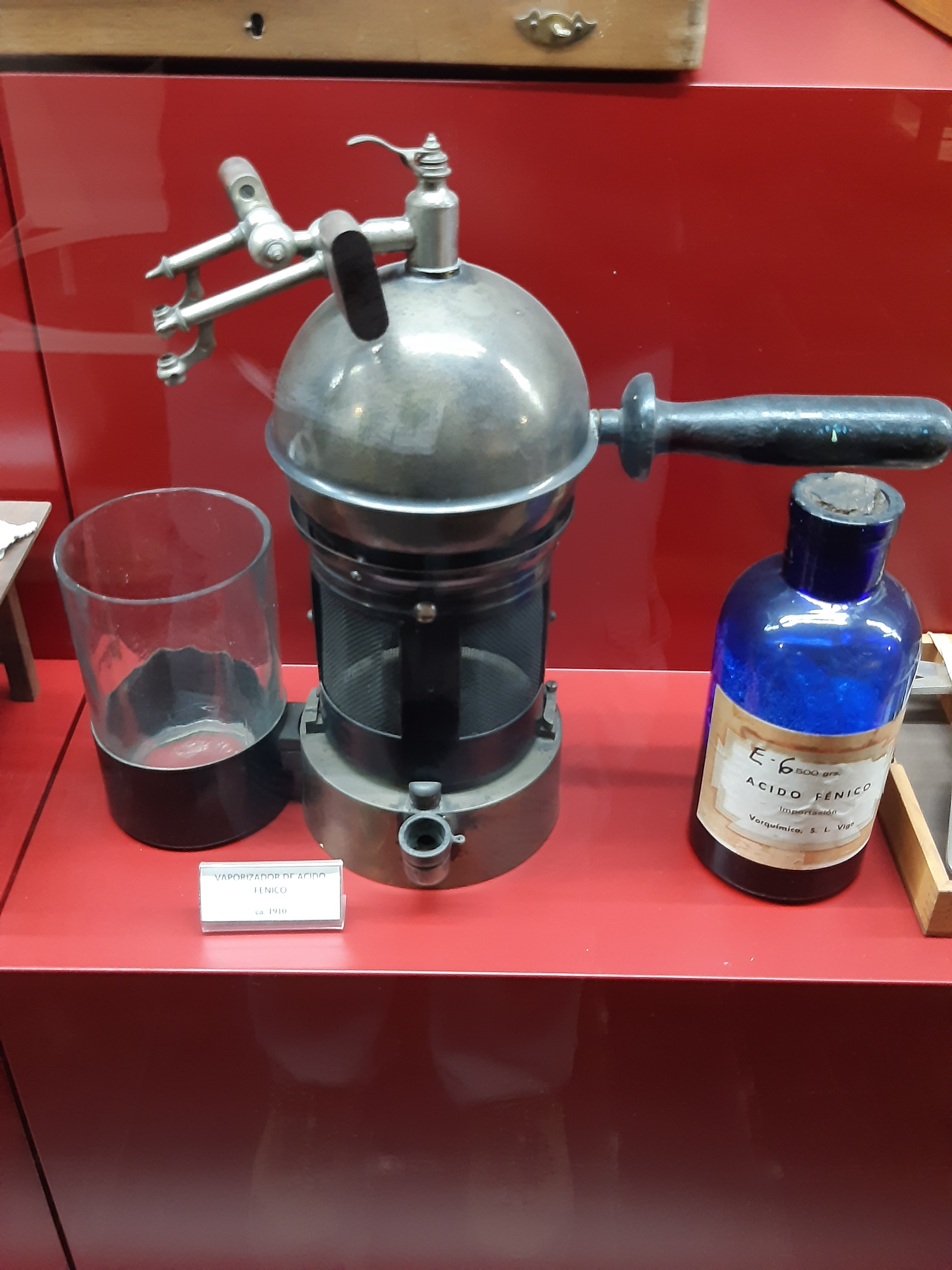
Vaporizador de ácido fénico de Championnière, cirugía antiséptica, siglo XIX

El fenol se usa principalmente en la producción de resinas fenólicas. También se usa en la manufactura de nailon y otras fibras sintéticas. El fenol es muy utilizado en la industria química, farmacéutica y clínica como un potente fungicida, bactericida, antiséptico y desinfectante, también para producir agroquímicos, bisfenol A (materia prima para producir resinas epoxi y policarbonatos), en el proceso de fabricación de ácido acetilsalicílico (aspirina) y en preparaciones médicas como enjuagues bucales y pastillas para el dolor de garganta.

### En la medicina
El ácido fénico fue utilizado como antiséptico por el médico cirujano Joseph Lister, creador del método antiséptico, sin embargo esta sustancia irritaba la piel del enfermo y del cirujano, y fue sustituido más tarde por aceite fénico. Actualmente está en desuso. En la actualidad sigue utilizándose como cauterizador en ciertos procedimientos como la matricectomía por onicocriptosis.
Otros usos de los fenoles son: desinfectantes (fenoles y cresoles), preparación de resinas y polímeros, preparación del ácido pícrico, usado en la preparación de explosivos, síntesis de la aspirina y de otros medicamentos.

## Riesgos

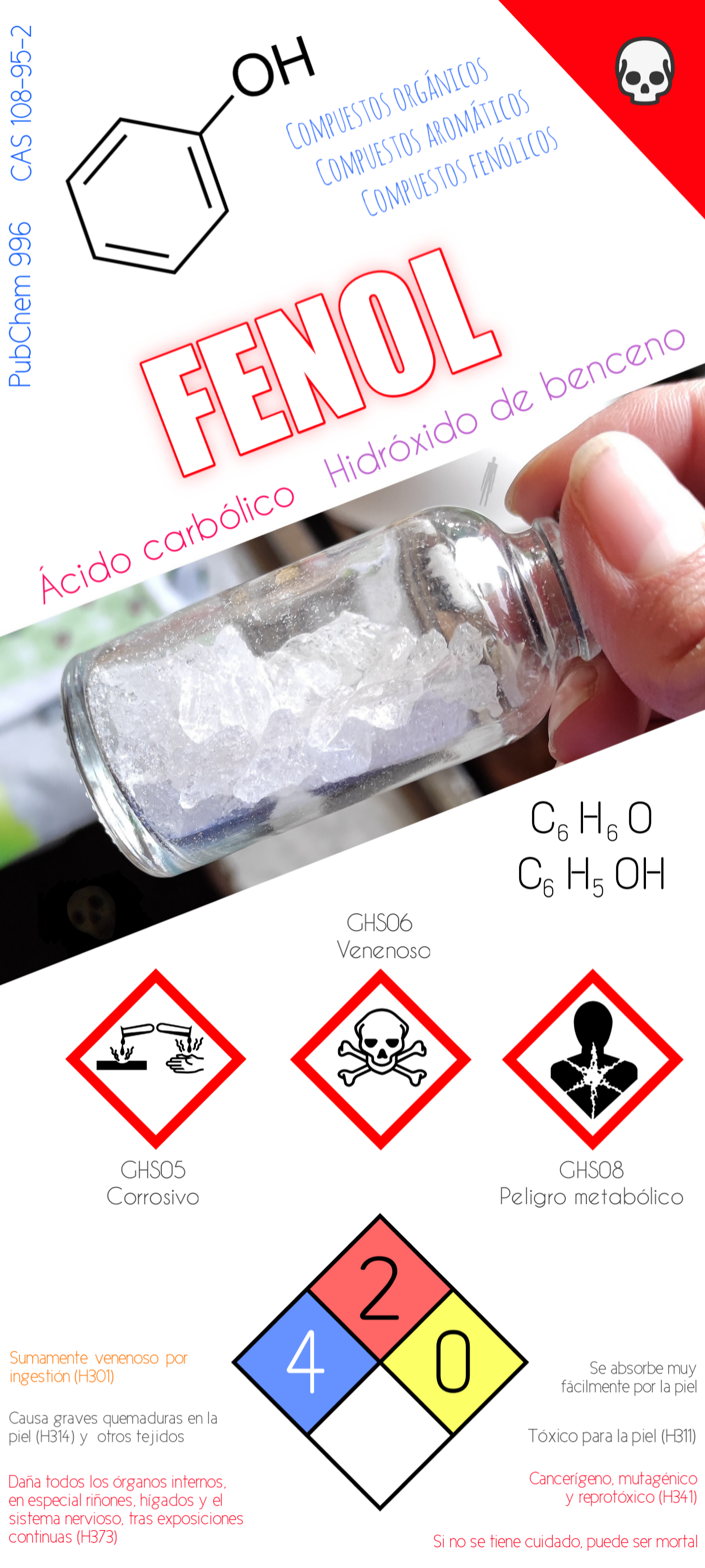
Etiqueta de seguridad.

El fenol se evapora más lentamente que el agua y una pequeña cantidad puede formar una solución con agua. Se puede detectar el sabor y el olor del fenol a niveles más bajos que los asociados con efectos nocivos. El fenol se inflama fácilmente, es corrosivo y sus gases son explosivos en contacto con fuego.
De ser ingerido en altas concentraciones, puede causar envenenamiento, vómitos, decoloración de la piel e irritación respiratoria. Desafortunadamente es uno de los principales desechos de industrias carboníferas y petroquímicas; como consecuencia el fenol entra en contacto con cloro en fuentes de agua tratadas para consumo humano, y forma compuestos fenilclorados, muy solubles y citotóxicos por su facilidad para atravesar membranas celulares.

## Biodegradación
Cryptanaerobacter phenolicus es una especie de bacteria que produce benzoato a partir de fenol mediante 4-hidroxibenzoato. Rhodococcus phenolicus es una especie de bacteria capaz de degradar el fenol como única fuente de carbono.